# Udagan (cràter)
Udagan és un cràter d'impacte en el planeta Venus de 11,5 km de diàmetre. Porta el nom d'un antropònim iacut, i el seu nom va ser aprovat per la Unió Astronòmica Internacional el 1997.